# LMBT-jogok a szocializmusban
Az LMBT-jogok a szocializmusban folyamatosan fejlődtek és országonként is változtak. A 19. és 20. század során a kommunista pártok és államok egy része elismerte, támogatta az LMBT-jogokat, köztük nem egy élen járt ebben, más részük üldözte azokat. A 21. században a legtöbb nyugati kommunista párt támogatja az LMBT emberek jogait.

## Történelem

### A marxizmus
Karl Marx és Friedrich Engels megjelent művei igen keveset mondanak a témáról. Norman Markowitz a politicalaffairs.net oldalon azt írja, hogy Marx nem volt hajlandó foglalkozni a témával, míg Engels kifejezetten homofób megnyilvánulásokat tett (bár ezeket magánban, nem kiadott műveiben). Többek között a férfi homoszexualitást az ókori görög pederasztiával kapcsolta össze, és azt mondta, hogy Ganümédész mítosza „degradáló mind a görögökre, mind isteneikre nézve”.

#### A weimari köztársaság
A weimari köztársaság idején a Német Kommunista Párt, a Német Szociáldemokrata Párttal közösen, legalizálni próbálta a felnőttek közötti közös beleegyezésen alapuló kapcsolatokat.

## LMBT-jogok országonként

### LMBT-jogok a jelenlegi szocialista országokban

#### Észak-Korea
Észak-Koreában továbbra is tabutéma a homoszexualitás. A kormány ugyan kijelentette, hogy a homoszexualitás nem választás kérdése, hanem  genetikai okokra vezethető vissza és ezért el kell fogadni, ugyanakkor elutasítja a „nyugati” meleg kultúra „promiszkuitását”.

#### Kuba
A kubai szocialista forradalom után a homoszexualitást törvény büntette. Fidel Castro többször kijelentette, hogy egy homoszexuális nem lehet valódi forradalmár. A homoszexuálisokat gyakran vidékre küldték átnevelő-táborokba, de sokan közülük elhagyták az országot.
Az 1990-es években változott a helyzet. Ebben fontos szerepet vállal a CENESEX (Nemzeti Szexuális Nevelési Központ), amelynek vezetője Mariela Castro, a volt elnök Raúl Castro lánya. Évente a Homofóbia Ellenes Világnapon rendezik a Pride felvonulást, amelyen évről évre többen vannak. 2018-ban a parlament megszavazta a nemi identitás és szexuális orientáció alapján történő diszkrimináció tilalmát, és 2019. februárjában népszavazást tartanak az egyenlő házasság bevezetéséről.

#### Laosz
Az azonosneműek közötti kapcsolat legális. Nincsen feljegyezés, hogy valaha be volt-e tiltva.

#### Vietnám
A homoszexualitás mindig is legális volt, bár sokáig tabu témának számított. Egy 2015-os tanulmány szerint az LMBTQ emberek diszkriminálása nem általános, de az LMBTQ emberek 20%-a jelentette, hogy egy vagy több családtagjuk bántalmazta őket, amikor Coming Out-oltak.

### LMBT-jogok a volt szocialista országokban

#### Albánia
Enver Hoxha Albániájában tíz évig terjedő börtönbüntetés járt a homoszexualitásért a Btk. 137-es bekezdése alapján. A „pederasztia” szót használták mind az azonos nemű felnőttek, mind a felnőtt és bármilyen nemű gyermek közötti szexuális kapcsolatra. 1994-ben törvénymódosítást nyújtottak be, amely három évre szállította volna le a homoszexualitás büntetési tételét. A Gay Albania Society albán melegjogi egyesület, valamint az Európa Tanács és nemzetközi melegszervezetek nyomására azonban az albán nemzetgyűlés 1995. január 20-án legalizálta az azonos nemű kapcsolatokat.

#### Benin
A Benini Népköztársaságban mindig is legális volt az azonos neműek közötti szexuális kapcsolat. A beleegyezési korhatár azonban különbözött: egy 1947-ben elfogadott törvénymódosítás értelmében a heteroszexuális kapcsolat már 13 éves kortól legális volt, azonos nemű kapcsolatoknál 21 év volt a beleegyezési korhatár, és az ennél fiatalabb partnernél szexelőket hat hónaptól három évig tartó börtönbüntetéssel és pénzbírsággal sújtották. Csak 2008-ban lett a beleegyezési korhatár egységesen 15 év.

#### Bulgária
A Bolgár Népköztársaság megőrizte a Bolgár Királyság büntető-törvénykönyvét, amelynek értelmében a 16 éven felüli azonos nemű partnerek közötti szexuális kapcsolatot legalább 6 hónap börtönnel büntették; ezt 1951-ben 3 évig terjedő szabadságvesztésre emelték. 1968-ban törölték el a homoszexualitás büntethetőségét.

#### Csehszlovákia
Csehszlovákia egyik első melegjogi aktivistája, aki a szexuális kisebbségek egyenlő jogaiért és a homoszexualitás dekriminalizációjáért küzdött, Imrich Matyáš volt. Munkásságát a kommunista rezsim alatt is folytatta.
A Csehszlovák Szocialista Köztársaság 1962-ben törölte el a homoszexualitás büntethetőségét, miután Kurt Freund tudományos kutatása arra a következtetésre jutott, hogy a szexuális irányultság nem megváltoztatható.

#### Etiópia
Az Etióp Demokratikus Népköztársaság kormánya a korábbi Etióp Birodalom büntető-törvénykönyvét vette át, amely börtönbüntetéssel sújtja az azonos neműek közti szexuális kapcsolatot. Ez a törvény továbbra is hatályban van. Egy 2007-es attitűd-felmérés szerint az etiópok 97%-a azt nyilatkozta, hogy a társadalomnak el kell utasítania a homoszexualitást – ez Mali után a második legmagasabb arány.

#### Jugoszlávia
A Jugoszláv Szövetségi Köztársaság az 1929-es büntető-törvénykönyvet vette át, amely tiltotta az anális szexet; ezt 1959-ben férfiak közötti anális szexre korlátozták, egy évig terjedő börtönbüntetéssel. A homoszexualitás ugyanakkor mentális betegségnek is számított 1973-ig. Az LMBT embereket a rendszer ellenségeinek tekintették és megtiltották nekik, hogy belépjenek a Jugoszláv Kommunista Pártba.
1974-ben új szövetségi alkotmány lépett életbe, amelynek értelmében minden tagköztársaság saját büntető-törvénykönyvet fogadott el. Ennek értelmében 1977-től a Vajdaságban, Horvátországban, Montenegróban és Szlovéniában eltörölték az anális szexet tiltó törvényt, Bosznia-Hercegovinában, Macedóniábanban és Szerbiában (a Vajdaság kivételével) viszont megmaradt.
Toni Marošević, az első nyíltan meleg média-személyiség, 1985-ben rövid ideig  műsort vezetett az Ifjúsági Rádióban  (Omladinski radio), amely elsősorban marginális társadalmi és politikai témákkal foglalkozott. Utólag elmondta: a horvát kommunisták többször felkérték, hogy alakítson LMBT csoportot a párton belül. 1989-ben alakult meg az első, rövid életű horvát leszbikus egyesület, a  Lila initiative. 1982 óta rendezik meg a Ljubljanai LMBT Filmfesztivált,  amely így a legrégibb ilyen fesztivál Európában.

#### Kongó
A Kongói Népköztársaságban sosem volt büntetendő a homoszexualitás.

#### Lengyelország
A Lengyel Népköztársaság soha sem büntette az azonos neműek szexuális kapcsolatát. A rendőrség azonban rendszeresen zsarolta és zaklatta a melegeket és a leszbikusokat. 1985-1987 között például az úgynevezett „Jácint akció” során számos homoszexuális férfit tartóztattak le. A 80-as évek végétől több szamizdat meleg újság is megjelent, külföldi – főleg osztrák – segítséggel.

#### Magyarország
Az 1961-ben elfogadott új büntető törvénykönyvben dekriminalizálták az azonos neműek szexuális kapcsolatát. (Előtte egy évig terjedő börtönnel büntették.) 1989-ig azonban a rendőrség és az állambiztonság megfigyelte és nyilvántartásba vette, elsősorban a meleg férfiakat. Zsarolás útján gyakran többeket beszerveztek ügynöknek. A LMBTQ-mozgalom hazai adminisztratív elindulása az első civil szervezetként 1988-ban hivatalosan bejegyzett, Homérosz Egyesülethez kötődik. (Az állami jóváhagyást a hanyatló Kádár-korszak végén az országba begyűrűzött HIV pánik könnyítette meg.) A láthatóság szempontjából fontos lépés volt Makk Károly 1982-es filmje, az Egymásra nézve, amely azóta is leszbikus kultuszfilm.

#### Mongólia
A Mongol Népköztársaságban 1961 óta legális az azonos neműek szexuális kapcsolata.

#### NDK (Kelet-Németország)
1950-ben, egy évvel a Német Demokratikus Köztársaság megalakulása után a berlini feljebbviteli bíróság (Kammergericht Berlin) a 175-ös paragrafus 1935 előtti formáját állította vissza - kivéve a homoszexualitásra vonatkozó részt, mert ezzel kívánták megvédeni a társadalmat a „társadalomra káros homoszexuális aktusoktól”. Az 1953-as felkelés után az NDK kormánya „erkölcsi reformot” hirdetett, hogy szolid alapot hozzon létre az új szocialista köztársaságnak, amelynek alapja a férfiasság és a hagyományos családmodell. Ebben a megközelítésben a homoszexualitás vagy a burzsoá dekadencia maradványa, vagy az erkölcsi gyengeség jele, vagy a szocialista nemzet aláásása volt. Sablon:Ref
1957-ben az új büntető-törvénykönyvből törölték a 175-ös paragrafust, és a homoszexuálisokat többé nem üldözték. A homoszexualitás büntethetősége hivatalosan 1968-ban szűnt meg - hamarabb, mint a Német Szövetségi Köztársaságban.
Az első meleg csoportok és szervezetek protestáns egyházak égisze alatt szerveződtek. Heidi Minning történész szerint azonban, valahányszor a melegek és leszbikusok látható közösséget próbáltak alkotni, a kormány és a párt megakadályozta őket: többször szétoszlattak nyilvános meleg és leszbikus eseményeket, a cenzúratörvények értelmében pedig a homoszexualitást ábrázoló sajtó- és más médiatermékek nem jelenhettek meg és importálni sem volt szabad őket.
Az 1980-as évek végén enyhülés következett be. 1987-ben Berlinben állami tulajdonú meleg diszkó nyílt. 1987-ben a Legfelsőbb Bíróság kijelentette, hogy a homoszexualitás az emberi szexuális viselkedés természetes változata, ezért a homoszexuálisokat ugyanazok a jogok illetik meg, mint heteroszexuális társaikat. 1989-ben készült az első és egyetlen meleg tárgyú NDK film, a Coming Out Heiner Carow rendezésében, amelyeket részben helyi melegbárokban forgattak. A film egy meleg férfi önelfogadási folyamatát ábrázolja, és aznap este mutatták be, amikor leomlott a Berlini Fal.

#### Románia
A Román Szocialista Köztársaság átvette a Román Királyság 1937-es büntető-törvénykönyvét, amely a „szexuális inverzió nyilvános formáit” és a közbotrányokozást büntette. 1948-tól azonban ezt a paragrafust bármely „botrányt okozó” homoszexuális cselekedetre alkalmazták, így a gyakorlatban illegálissá vált a homoszexualitás. 1957-ben a „közbotrány-okozás” kitételét el is törölték a törvényből, és ekkortól a törvény az azonos neműek közötti szexuális kapcsolat minden formáját büntette. Nicolae Ceaușescu  1965-ös hatalomra jutása után a homoszexualitást tiltó törvény a társadalmi kontroll fontos eszköze lett.

#### Szomália
Az 1973-as büntető-törvénykönyv 409-es cikke értelmében Szomáliában az azonos neműek közötti szexuális kapcsolat három hónaptól három évig terjedő börtönbüntetést von maga után. Elhangzottak halálos fenyegetések is homoszexuálisok ellen.

#### Szovjetunió
A Szovjetunió megalakulásakor a Szovjet Kommunista Párt 1917-ben eltörölte a cári rendszer törvényeit, és ennek részeként eltörölte a homoszexualitás büntethetőségét, lehetővé tette a válást és az abortuszt. Ez azonban csak az  Oroszországi SZSZSZK és az Ukrán SZSZK területére vonatkozott; más szövetségi köztársaságokban, különösen a muszlim többségű Szovjet Közép-Ázsiában, továbbra is büntették a homoszexualitást. A hivatalos politika is ingadozott: olykor elfogadónak mutatkozott a homoszexualitással szemben, de történtek kísérletek arra is, hogy a mentális betegségek közé sorolják.
Az 1930-as években a szovjet politika konzervatívabb irányba fordult, például ismét betiltották az abortuszt. 1933-ban Sztálin felvette a büntető-törvénykönyvbe a 121-es cikkelyt, amelynek értelmében a férfi homoszexualitást öt évig terjedő börtönnel és kényszermunkával büntették. Ez a törvény a Szovjetunió teljes területére vonatkozott, és egészen 1993-ig maradt hatályban.
Az RT szerint évente több száz embert ítéltek el homoszexualitás vádjával. A törvény alapján gyakran hamisan vádolták meg a Belügyi Népbiztosság nemkívánatos tagjait, hogy eltegyék őket az útból.

## Fordítás
- Ez a szócikk részben vagy egészben  a   Communism and LGBT rights című angol Wikipédia-szócikk fordításán alapul.  Az eredeti cikk szerkesztőit annak laptörténete sorolja fel. Ez a jelzés csupán a megfogalmazás eredetét és a szerzői jogokat jelzi, nem szolgál a cikkben szereplő információk forrásmegjelöléseként.